# Women in War
Women in War ist ein US-amerikanischer Spielfilm unter der Regie von John H. Auer. Erzählt wird die Geschichte einer jungen Frau (Wendy Barrie), die im Krieg als Krankenschwester dient und am Ende nicht nur ihre Mutter (Elsie Janis), sondern auch ihre große Liebe (Patric Knowles) findet.

## Handlung
Die junge leichtlebige Pamela Starr feiert im Dezember 1914 mit Kapitän Tedford, einem Marineoffizier, und Freunden den Sieg der Royal Navy über das deutsche Geschwader. Tedford begleitet die junge Frau nach Hause und wird zudringlich. Als Pamela ihn wegstößt, verliert er das Gleichgewicht und stürzt über ein Treppengeländer in den Tod. Pamela wird des Totschlags angeklagt, aber auf Betreiben ihrer Mutter freigesprochen, muss sich jedoch im Gegenzug bereit erklären, sich als Krankenschwester ausbilden zu lassen und im Pflegedienst an der Kriegsfront in Frankreich auszuhelfen. Pamela hat keine Wahl und lässt sich widerwillig darauf ein. Dass ihre Mutter, Miss O’Neil, das Ganze eingefädelt hat, weiß sie nicht. Sie hat die Mutter zuletzt gesehen, als sie ein kleines Mädchen war. Pamela wird der Truppenabteilung ihrer Mutter zugeordnet. Den anderen Mädchen gegenüber legt die junge Frau ihr gewohnt hochmütiges Verhalten an den Tag, was sie bei Gail Halliday, Ginger, Millie und Phyllis nicht gerade beliebt macht und Argwohn weckt. Als Pamela dann auch noch mit Gails Verlobten, Leutnant Larry Hall, in einer verbarrikadierten Kabine allein ist, während ihr Schiff, das unterwegs nach Frankreich ist, bombardiert wird, sorgt das für weiteren Zündstoff. Bald nach ihrer Ankunft in Frankreich finden Larry und Pamela während eines Luftangriffs erneut zusammen, was Gails Misstrauen intensiviert. Miss O’Neil versucht unterdessen, Pamelas Einstellung zu ändern und weist ihr, trotz ihres Protestes, zusätzliche Aufgaben zu. Die Zeit vergeht und Pamela arbeitet zunehmend engagierter. Während eines Nachtdienstes gesteht Larry Pamela, dass er sie liebt und entschlossen ist, seine Verlobung mit Gail zu lösen. Pamela erwidert, dass das Ganze für sie nur ein Flirt gewesen sei. Während eines Patrouillenganges am nächsten Morgen wird Larry angeschossen und kommt auf die Krankenstation, wo er sich relativ schnell wieder erholt. Als Pamela sich von ihm verabschiedet, weil ihre Einheit versetzt werden soll, beschwört sie Larry, dass er zu Gail zurückkehren müsse. Gail, die das Gespräch teils mitbekommt, missversteht es sorgt dafür, dass der Lastwagen, auf dem sich die Frauen wenig später befinden, in ein Dorf fährt, das unter Sperrfeuerbeschuss steht. Dort retten die Frauen sich in einen Keller, wo es zu weiteren dramatischen Zwischenfällen kommt. Hier erfährt Pamela von Frances, einer Kollegin von Miss O’Neil, dass diese ihre Mutter ist. O’Neil hat inzwischen erreicht, dass das Sperrfeuer eingestellt wird. Pamela besucht ihre Mutter im Krankenhaus, wo es nicht nur zu einer Versöhnung zwischen Mutter und Tochter kommt, sondern Pamela sich, auch auf Zureden der Mutter, eingesteht, dass sie Larry liebt. Und das will sie ihm nun auch endlich sagen.

## Produktion und Hintergrund
Die Dreharbeiten begannen am 7. März 1940. Republic Pictures war für die Produktion und den Vertrieb des Films verantwortlich. Am 6. Juni 1940 startete Women in War in den US-amerikanischen Kinos.
In Women in War hatte Elsie Janis, eine bedeutende amerikanische Theater- und Filmschauspielerin sowie Autorin, ihren letzten Filmauftritt.

## Kritik
Bosley Crowther von der New York Times äußerte sich nicht sehr freundlich über den Film, sprach von einer schablonenhaften Inszenierung, die in Low-Budget-Art eine Geschichte erzähle mit den üblichen Mädchen-Krankenschwester-Typen, einer romantischen Komplikation, aber einer immerhin anschaulichen Darstellung von Geschützfeuern und drohenden Pauken beim Höhepunkt. Auch die Rückkehr von Elsie Janis, dem denkwürdigen „sweetheart of the AEF“ sei von geringem Nutzen. Women in War sei bloße Anpassung an eine Fiktion, eingeholt durch die düstere Realität.

## Auszeichnungen
1941 waren Howard Lydecker, Bud Thackery, William Bradford und Herbert Norsch für Women in War in der Kategorie „Beste visuelle Effekte“ für einen Oscar nominiert. Die Auszeichnung ging jedoch an Lawrence W. Butler und Jack Whitney für den Fantasy- und Abenteuerfilm Der Dieb von Bagdad.